# Городская электричка региона Рейн-Майн
Городская электричка региона Рейн-Майн (нем. S-Bahn Rhein-Main) — система пригородного-городского пассажирского железнодорожного сообщения города Франкфурта и его пригородов.
S-Bahn Rhein-Main — это гибридная транспортная система, которая сочетает в себе городской общественный транспорт (аналог метро), пригородный, а также ближний междугородный транспорт.
По состоянию на 2009 год, система имеет 9 линий — S1, S2, S3, S4, S5, S6, S7, S8 и S9.
26 станций находятся в городской черте.

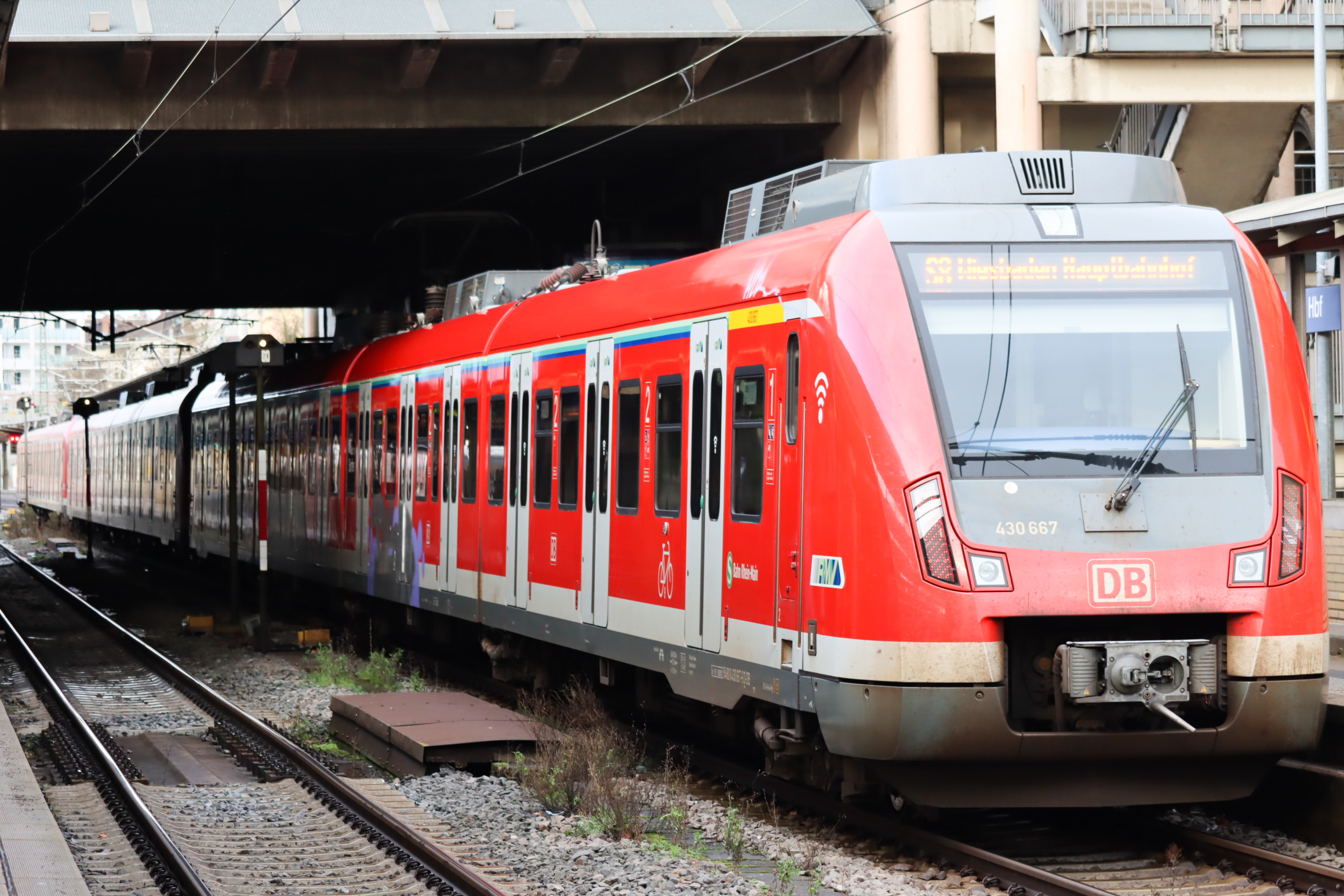
Состав DBAG Class 430 в направлении Визбадена на главном вокзала Майнца

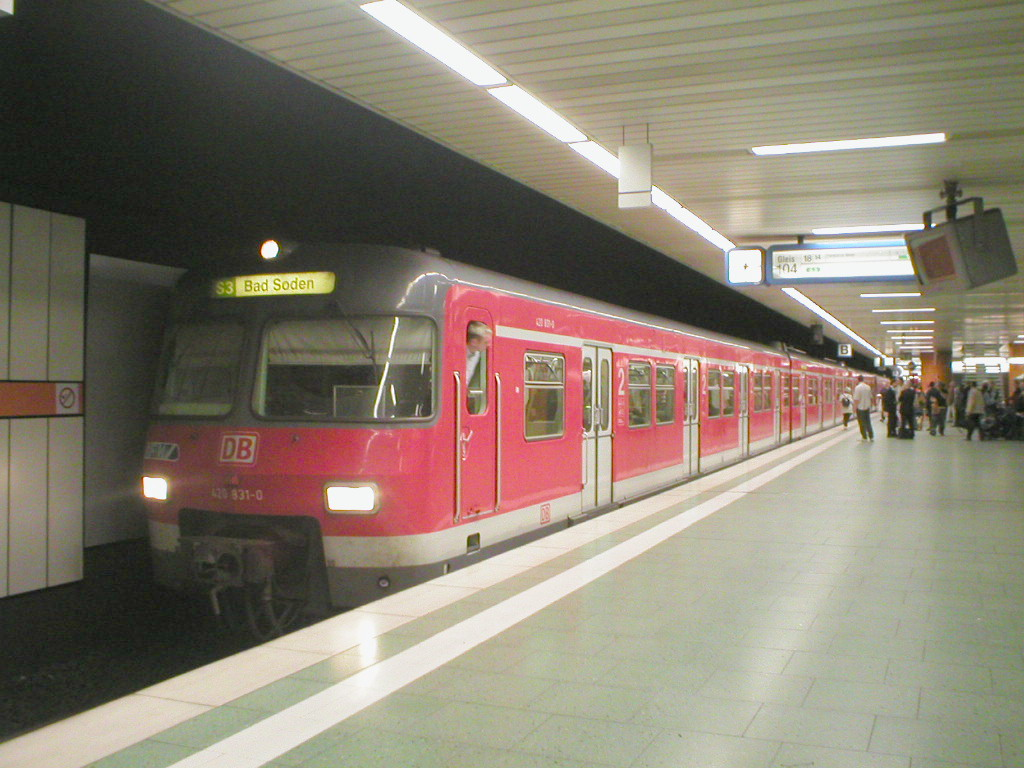
Состав типа DB BR 420

## Маршруты и линии
На сентябрь 2009 года работают 9 маршрутов:
| Линия | Трасса | Дата открытия | Длина   | Количество станций | Время в пути | Средняя скорость |
| ----- | --- | ------------- | ------- | ------------------ | ------------ | ---------------- |
|       | Висбаден — Франкфурт-Хёхст — Франкфурт(Центральный вокзал) — Citytunnel — Оффенбах (Восточный вокзал) — Рёдермарк                  | 1978-2003     | 72,1 км | 32 станции         | 87 минут     | 49,72 км/ч       |
|       | Нидернхаузен — Франкфурт-Хёхст — Франкфурт (Центральный вокзал) — Citytunnel — Оффенбах (Восточный вокзал) — Дитценбах             | 1978-2003     | 54,7 км | 27 станций         | 68 минут     | 48,26 км/ч       |
|       | Бад-Зоден — Франкфурт (Западный вокзал) — Франкфурт (Центральный вокзал) — Citytunnel — Ланген — Дармштадт                         | 1978—1997     | 49,0 км | 30 станций         | 65 минут     | 45,23 км/ч       |
|       | Кронберг — Франкфурт (Западный вокзал) — Франкфурт (Центральный вокзал) — Citytunnel — Ланген                                      | 1978—1997     | 33,5 км | 22 станции         | 48 минут     | 41,88 км/ч       |
|       | Фридрихсдорф — Франкфурт (Западный вокзал) — Франкфурт (Центральный вокзал) — Citytunnel — Франкфурт (Южный вокзал)                | 1978—1990     | 28,9 км | 17 станций         | 39 минут     | 44,46 км/ч       |
|       | Фридберг — Франкфурт (Западный вокзал) — Франкфурт (Центральный вокзал) — Citytunnel- Франкфурт (Южный вокзал)                     | 1978—1990     | 39,1 км | 21 станций         | 50 минут     | 46,92 км/ч       |
|       | Ридштадт — Грос-Герау — Дорнберг — Франкфурт (Центральный вокзал)                                                                  | 2002          | 35,2 км | 10 станций         | 36 минут     | 58,67 км/ч       |
|       | Висбаден — Майнц — Аэропорт Франкфурта — Франкфурт (Центральный вокзал) — Citytunnel — Оффенбах (Восточный вокзал) — Ханау         | 1978—1995     | 70,3 км | 28 станций         | 84 минут     | 43,86 км/ч       |
|       | Висбаден — Майнц-Кастель — Аэропорт Франкфурта — Франкфурт (Центральный вокзал) — Citytunnel — Оффенбах (Восточный вокзал) — Ханау | 2000          | 66,1 км | 25 станций         | 77 минут     | 51,51 км/ч       |

## История создания

### Ранние годы

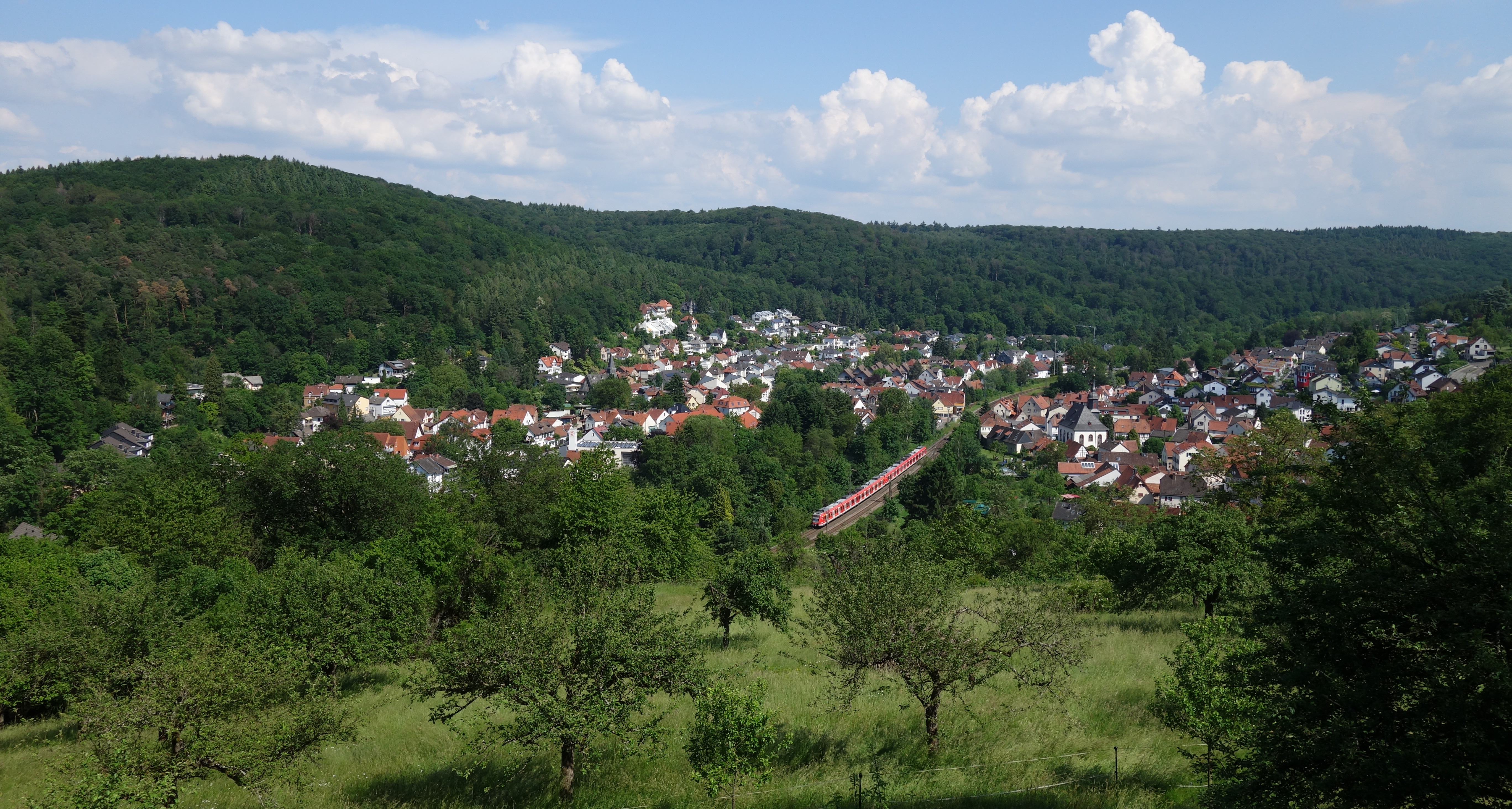
S2 возле Хофхайм-Лорсбаха

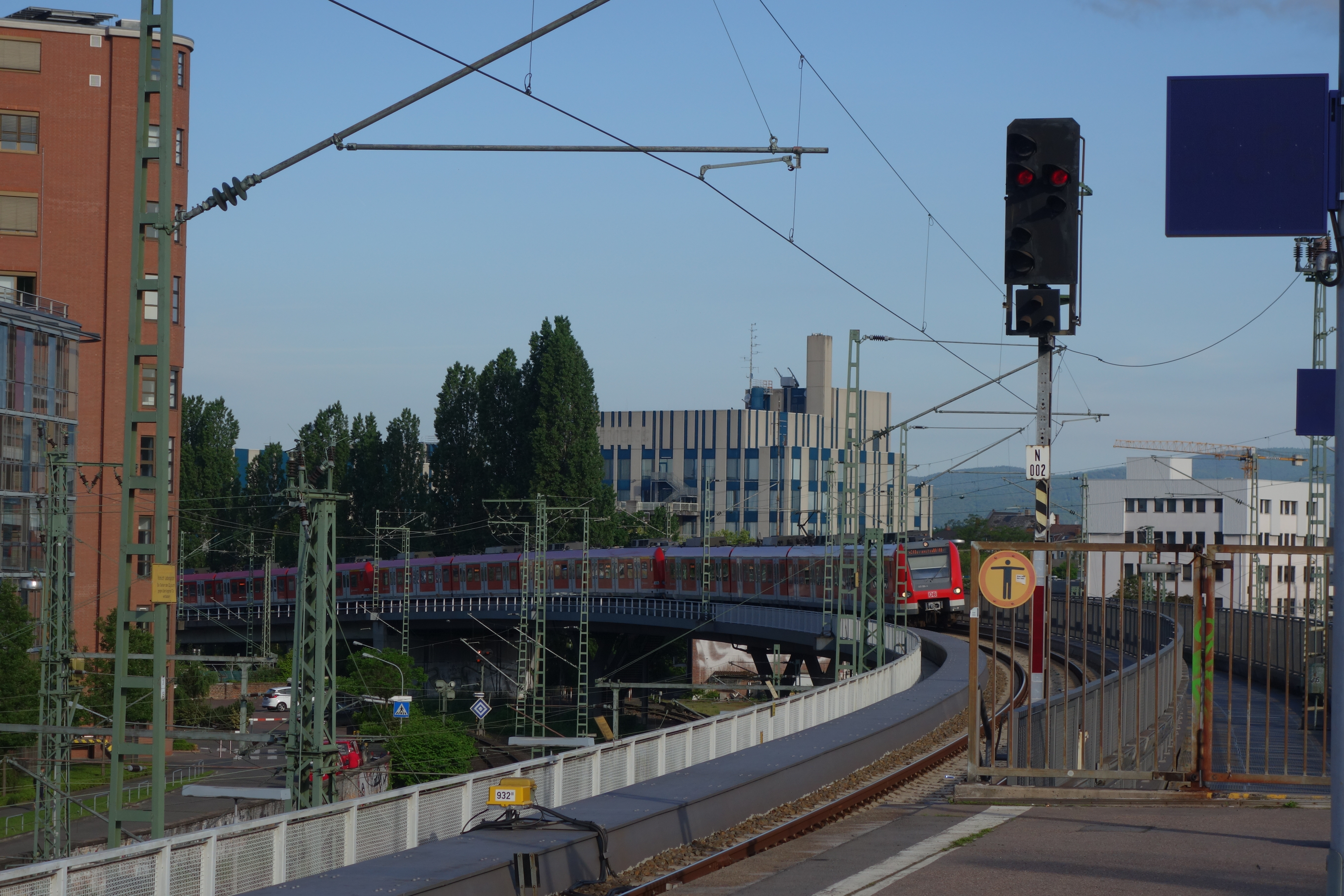
S3 у северного входа на вокзал Франкфурт-Запад (Bahnhof Frankfurt (Main) West)

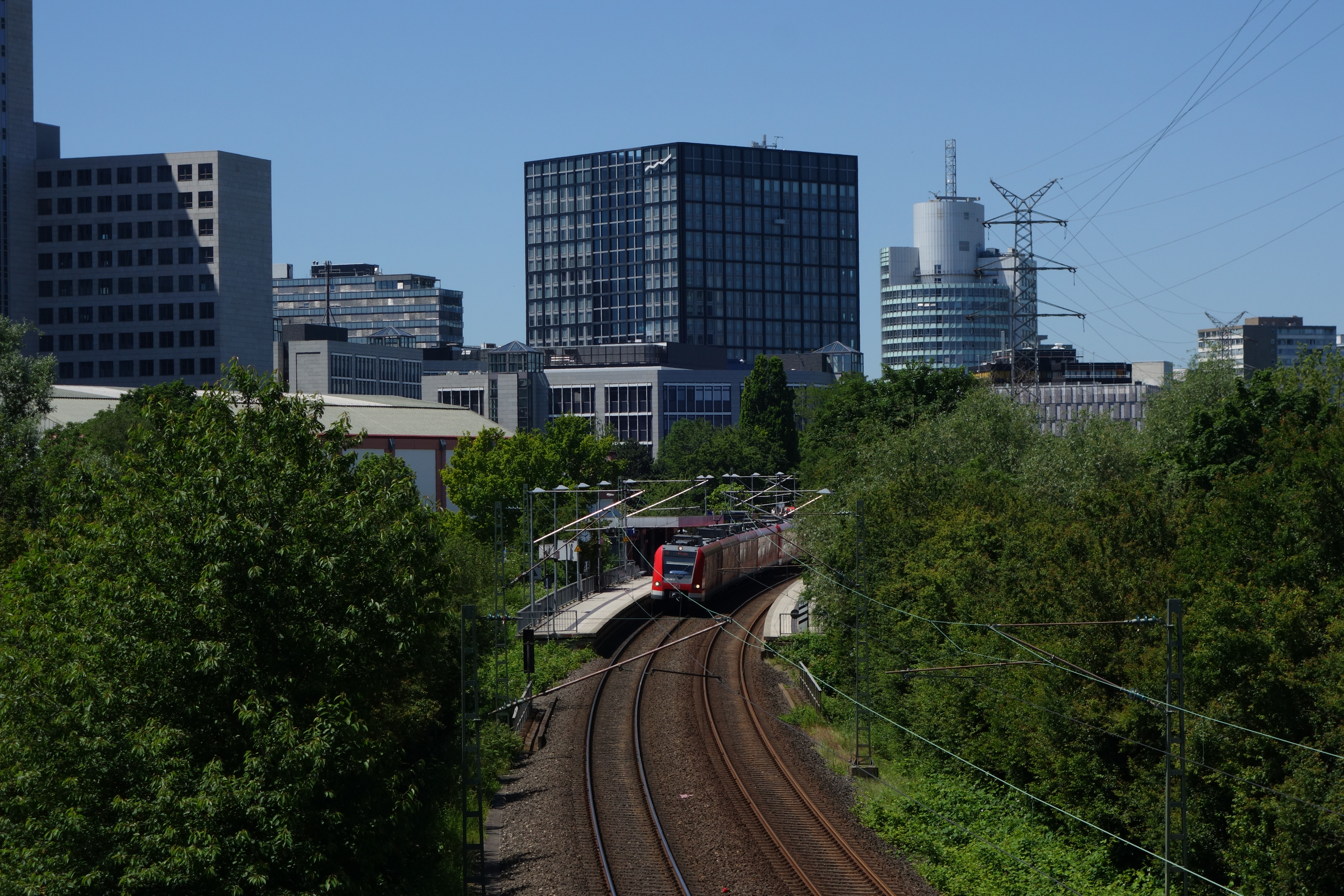
S4 в Эшборн-Зюде (вверху: новое здание «The Cube» Немецкой биржи)

Планы о железнодорожном соединении центрального вокзала Франкфурта с главной площадью города (Hauptwache) существовали с 60-х годов. Строительные работы по этому проекту начались в 1969. В 1979 была открыта первая очередь «Citytunnel», все линии городской электрички проходили через участок между Центральным вокзалом и площадью Хауптвахе. Первоначально через участок, проложенный к северу от Майна, проходили следующие линии:
: Висбаден — Франкфурт-Хёхст — Франкфурт (Центральный вокзал) — Хауптвахе
: Нидернхаузен — Франкфурт-Хёхст — Франкфурт (Центральный вокзал) — Хауптвахе
: Франкфурт-Хёхст — Бад-Зоден — Франкфурт (Западный вокзал) — Франкфурт (Центральный вокзал) — Хауптвахе
: Кронберг — Франкфурт (Западный вокзал) — Франкфурт (Центральный вокзал) — Хауптвахе
: Фридрихсдорф — Франкфурт (Западный вокзал) — Франкфурт (Центральный вокзал) — Хауптвахе
: Фридберг — Франкфурт (Западный вокзал) — Франкфурт (Центральный вокзал) — Хауптвахе